# Duffy (énekesnő)
Aimee Anne Duffy (Bangor, Gwynedd, Wales, 1984. június 23.) walesi soul/blue-eyed soul/neo soul/pop/pop rock énekesnő. Legismertebb száma a Mercy, amely a 2008-ban megjelent debütáló albumáról, a Rockferry-ről származik.
Weboldala szerint jelenleg a Universal Recording Group-pal van szerződése.
2009-ben a Sunday Times "Anglia leggazdagabb fiatal zenészei" listáján a 16. helyet szerezte meg, 4 millió fontos vagyonával.

## Élete
1984. június 23-án született Bangorban. Szülei John Duffy és Joyce Smith voltak. Duffy Nefynben nevelkedett, Pwllheli közelében. Amikor 10 éves volt, szülei elváltak, így Duffy Letterstonba költözött az anyjával és a nővéreivel.
Zenei karrierje 2003-ban kezdődött, amikor indult a Wawffactor tehetségkutató versenyen, ahol második lett.
2004-ben mutatta be bemutatkozó EP-jét, miközben részmunkaidőben is dolgozott.
Pályafutása alatt két nagylemezt jelentetett meg: a 2008-as Rockferry-t és a 2010-es Endlessly-t.
2011-ben bejelentette, hogy szünetet tart.
2020. február 25-én Instagramján bejelentette, hogy "megerőszakolták, bedrogozták és napokig fogva tartották". Elmondása szerint azért tűnt el a reflektorfényből, hogy felépülhessen. Hozzátette, hogy már jobban van, de időbe telik, mire felépül. Nem nevezte meg a támadóit vagy hogy hol történt a dolog.
Ugyanezen év áprilisában hosszabban kifejtette a helyzetét: születésnapján egy étteremben bedrogozták, repülővel elvitték egy külföldi országba, és egy hotelszobában tartották fogva, illetve négy hét alatt többször is megerőszakolták. Ezután Duffy azt mondta, hogy "teljesen egyedül töltött majdnem 10 évet", és pszichológusának köszönetet mondva úgy érezte, hogy "maga mögött hagyhatja ezt az évtizedet", de hozzátette, hogy "nagyon kétli, hogy valaha az a személy lesz, amilyennek az emberek megismerték".

## Magánélete
Mark Durstonnal járt 2006 novemberéig. Abersochban éltek.
2009 szeptemberétől 2011 májusáig Mike Phillips rögbijátékossal járt.
2012-ben tűz ütött ki a bérelt házában, amelyből megmenekült.

## Hatásai
Zenei hatásainak Marvin Gaye-t, Phil Spectort és az Arcade Fire-t tette meg.

## Diszkográfia
- Rockferry (2008)
- Endlessly (2010)